# Rozsdáshasú paradicsom-légyvadász
A rozsdáshasú paradicsom-légyvadász (Terpsiphone rufocinerea) a madarak osztályának verébalakúak (Passeriformes) rendjébe és a császárlégykapó-félék (Monarchidae) családjába tartozó faj.

## Rendszerezése
A fajt Jean Cabanis német ornitológus írta le 1875-ben.

## Előfordulása
Angola, Egyenlítői-Guinea, Gabon, Kamerun, a Közép-afrikai Köztársaság, a Kongói Köztársaság, a Kongói Demokratikus Köztársaság területén honos. 
Természetes élőhelyei a szubtrópusi és trópusi síkvidéki esőerdők, mangroveerdők, mocsári erdők és száraz erdők, vizek közelében, valamint ültetvények. Állandó, nem vonuló faj.

## Megjelenése
Testhossza 18 centiméter.

## Természetvédelmi helyzete
Az elterjedési területe nagyon nagy, egyedszáma pedig stabil. A Természetvédelmi Világszövetség Vörös listáján nem fenyegetett fajként szerepel.